# Henry Vaca
Heny Vaca Urquisa, noto semplicemente come Henry Vaca (27 gennaio 1998), è un calciatore boliviano, centrocampista del Bolívar e della nazionale boliviana.

## Caratteristiche tecniche
È un trequartista.

## Carriera

### Nazionale
Ha giocato nella nazionale boliviana Under-17.
Con la nazionale Under-20 boliviana ha preso parte al campionato sudamericano 2017, disputando tre incontri; successivamente ha giocato anche con la nazionale boliviana Under-23.
Il 20 settembre 2018 ha esordito con la nazionale maggiore disputando l'amichevole pareggiata 2-2 contro l'Arabia Saudita.

## Palmarès

### Club

#### Competizioni nazionali
- Campionato boliviano: 1

Bolivar: 2024